# Ascogaster abdominalis
Ascogaster abdominalis är en stekelart som beskrevs av Gyöö Viktor Szépligeti 1908. Ascogaster abdominalis ingår i släktet Ascogaster och familjen bracksteklar. Inga underarter finns listade.